# Leigh McCloskey

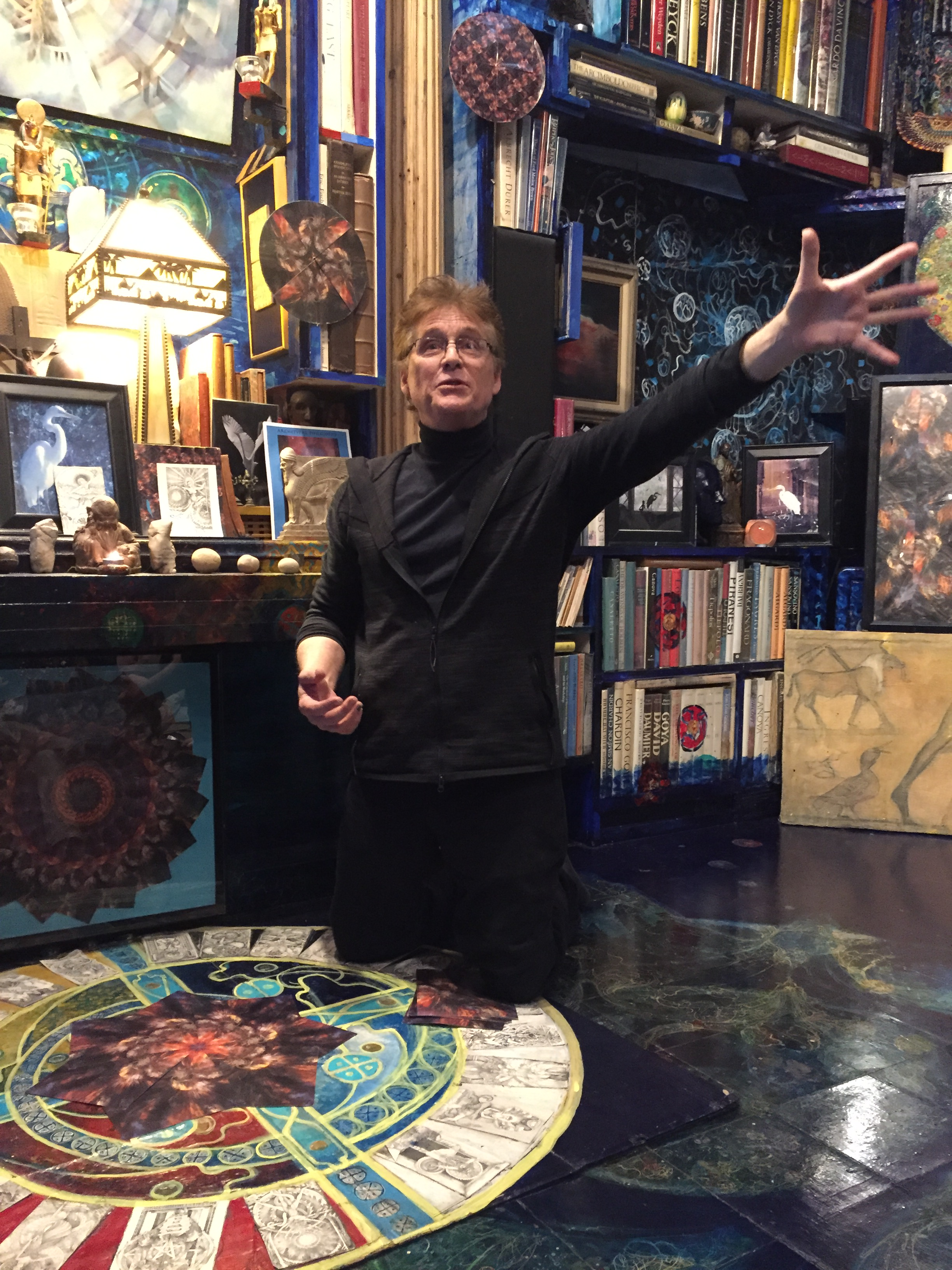
Leigh McCloskey, 2017

Leigh McCloskey (* 21. Juni 1955 in Los Angeles, Kalifornien) ist ein US-amerikanischer Schauspieler.

## Karriere
McCloskey absolvierte eine klassische Schauspielausbildung an der Juilliard School, New York City. Er gab sein TV-Debüt 1975. Es folgten zahlreiche Auftritte in Fernsehserien. Seinen größten Erfolg hatte er von 1980 bis 1982 als Mitch Cooper in der Serie Dallas. In der US-Soap California Clan spielte McCloskey von 1988 bis 1990 den Ethan Asher und in General Hospital von 1993 bis 1996 die Rolle des Damian Smith. 1985 und 1988 war der Schauspieler nochmals als Gaststar in Dallas zu sehen.
Neben der Schauspielerei betätigt sich McCloskey auch als Künstler und Schriftsteller. So verfasste, illustrierte und veröffentlichte er bisher fünf Bücher seiner Arbeiten. Grafiken von McCloskey und Illustrationen aus seinem Werk „Grimoire“ wurden von der Band The Rolling Stones auf ihrer A Bigger Bang Tour als Bühnenhintergrund verwendet. Er entwarf das Artwork für das 2010 erschienene Musikalbum Cosmogramma des amerikanischen Musikers Flying Lotus.

## Leben
Leigh McCloskey ist seit 1978 mit der Regisseurin und Schriftstellerin Carla Reinke verheiratet. Das Paar hat zwei Kinder (* 1982 und * 1997).

## Filmografie
- 1976: Reich und Arm (Rich Man, Poor Man, Fernsehserie, 2 Folgen)
- 1976: Die Straßen von San Francisco (The Streets of San Francisco, Fernsehserie, eine Folge)
- 1977: Hawaii Fünf-Null (Hawaii Five-O, Fernsehserie, eine Folge)
- 1978: Es kam aus der Tiefe (The Bermuda Depths, Fernsehfilm)
- 1979: Buck Rogers (Buck Rogers in the 25th Century, Fernsehserie, eine Folge)
- 1980: Horror Infernal (Inferno)
- 1980–1982, 1985, 1988: Dallas (Fernsehserie, 46 Folgen)
- 1981: Hart aber herzlich (Hart to Hart; Folge: Hartland Express)
- 1983: Ein Colt für alle Fälle (The Fall Guy, Fernsehserie, eine Folge)
- 1983: Duell der Besten (I Paladini. Storia d’armi e d'amori)
- 1983–1985: Love Boat (The Love Boat, Fernsehserie, 5 Folgen)
- 1983, 1985–1986 Hotel (Fernsehserie, 3 Folgen)
- 1984: Agentur Maxwell (Finder of Lost Loves, Fernsehserie, eine Folge)
- 1984: Frauen wie Samt und Stahl (Velvet, Fernsehfilm)
- 1984: Fantasy Island (Fernsehserie, eine Folge)
- 1984: Mike Hammer (Mickey Spillane’s Mike Hammer, Fernsehserie, eine Folge)
- 1985: American Eiskrem (Fraternity Vacation)
- 1985: Als Junge ist sie Spitze (Just One of the Guys)
- 1986: Mord ist ihr Hobby (Murder, She Wrote, Fernsehserie, eine Folge)
- 1986: Die Fälle des Harry Fox (Crazy Like a Fox, Fernsehserie, eine Folge)
- 1987, 1992: Jake und McCabe – Durch dick und dünn (Jake and the Fatman, Fernsehserie, 2 Folgen)
- 1988: Cameron (Cameron's Closet)
- 1988: Der Dicke und die Schöne... zum Fressen gern (Lucky Stiff)
- 1988–1990: California Clan (Santa Barbara, Fernsehserie, 247 Folgen)
- 1990: Grüße aus dem Jenseits (Shades of LA, Fernsehserie, eine Folge)
- 1993: Rettet uns! – Hilfeschreie unter Trümmern (Trouble Shooters: Trapped Beneath the Earth, Fernsehfilm)
- 1993–1996: General Hospital (Fernsehserie)
- 1994: Chicago Hope – Endstation Hoffnung (Chicago Hope, Fernsehserie, eine Folge)
- 1994: Töchter der Rache (Accidental Meeting, Fernsehfilm)
- 1995: Drohung aus dem Dunkeln (Terror in the Shadows, Fernsehfilm)
- 1996: Star Trek: Raumschiff Voyager (Star Trek: Voyager, Fernsehfilm, eine Folge)
- 1996–1997 und 2013: Schatten der Leidenschaft (The Wrong Man, 18 Folgen)
- 1997: Zwei Singles im Doppelbett (Almost Perfect, Fernsehserie, eine Folge)
- 1997: Hinterm Mond gleich links (3rd Rock from the Sun, Fernsehserie, eine Folge)
- 1998: Babylon 5 (Fernsehserie, 2 Folgen)
- 1999: Beverly Hills, 90210 (Fernsehserie, eine Folge)
- 1999: Star Trek: Deep Space Nine (Fernsehserie, eine Folge)
- 1999: JAG – Im Auftrag der Ehre (JAG, Fernsehserie, eine Folge)